# جورج عطية
جورج ن. عطية (بالإنجليزية: George N. Atiyeh)‏ (1923 - 21 أبريل 2008) كان أمين مكتبة لبناني وعالم. وكان رئيس قسم الشرق الأدنى لمكتبة الكونغرس في الفترة من 1967 إلى 1994.
وقد ولد عطية في أميون، لبنان عام 1923، وحصل على درجة الماجستير من الجامعة الأمريكية في بيروت في 1950، والدكتوراة في تاريخ الفلسفة من جامعة شيكاغو في 1954. ودرس في جامعة بورتوريكو في الفترة ما بين 1954 و1967. في 1967، غادر بورتوريكو إلى واشنطن العاصمة، حيث ترأس قسم الشرق الأدنى لمكتبة الكونغرس. وخلال فترة ولايته هناك، قام بزيادة كتب العرب والمسلمين في المكتبة من من 15,000 إلى أزيد من 250,000 مجلدا. وكان عضوا مؤسسا لجمعية أمناء المكتبات في الشرق الأوسط (ميلا)، وفي 1999 شرفته الجمعية، من خلال إنشاء جائزة جورج عطية وهي عبارة عن دعم مالي يتم تقديمه للأفراد الذين يحضرون اجتماعات ميلا.

## وصلات خارجية
- Service Award
- Washington Report
- Atiyeh[وصلة مكسورة]
- Tribute[وصلة مكسورة]